# Okkenbroek
Okkenbroek est un village situé dans la commune néerlandaise de Deventer, dans la province d'Overijssel. Le 1er janvier 2007, le village comptait 450 habitants.